# Renato Traiola
Renato Traiola, född 19 december 1924 i Neapel, död 18 januari 1988 i Latina, var en italiensk vattenpolomålvakt. Han representerade Italien vid olympiska sommarspelen 1952 i Helsingfors. I den olympiska vattenpoloturneringen 1952 spelade han en match.